# Лудара
Лудара (лат. Rubroboletus satanas) отровна је гљива из раздела Basidiomycota и припада породици Boleataceae. Ретко се јављају случајеви тровања овом гљивом.

## Опис
Поседује веома масивна плодоносна тела упечатљивих боја.
- Шешир је широк о 30 цм. Меснат је и чврст, округласт, потом отворен (јастучаст) са валовитом ивицом. На додир је сомотаст. Прљаво беле до сиве је боје. На додир тамни, а након одређеног времена се може вратити својој првобитној боји.[2]
- Хименофор је цеваст. Цевчице су жуте, а потом зелене. На додир добијају плаве нијансе. Дуге су и поседују малене и округле поре. Површина цевчица (трусиште) жута, потом црвена, при додиру постаје плавозелена.[3]
- Дршка је димензија до 15x12 цм. Дебела је, здепаста и трбушастог облика. Пуна је и при дну задебљана. Ближе шеширу је жуте боје, а при основи прелази у црвенкасте нијансе. Поседује танку црвену мрежу.[4]
- Месо је дебело и тврдо. Временом постају меко и сунђерасто. Беличасто је до жуто, а на прелому благо поплави. Непријатног је мириса и укуса.
- Споре су у маси маслинастосмеђе и димензија 9.5-15 x 4.5-7µm. Вретенастог су облика и глатке су. Поре у близини руба су блеђе у односу на оне које су ближе дршци.[3]
- Отисак спора је маслинасте боје.

## Отровност
Отровна је гљива и изазивач је гастроинтестиналног синдрома. Након кратког латентног периода од 15 минута до 2 сата, јављају се гастроинтестинални поремећаји. Јавља се мучнина и бол у стомаку, након чега следи повраћање. У Озбиљнијим случајевима тровања, јавља се и крвава дијареја, пропраћена дрхтавицом и појачаним знојењем.

## Могућност замене
Због своје карактеристичне боје, тешко ју је заменити са неким јестивим врстама из рода Boletus. До замене може доћи евентуално када је гљива млада, па је дршка у светлијим тоновима. Од јестивих вргања се разликује по боји, укусу и мирису.

## Еколошки односи
Микоризна је врста. Ступа у симбиозу са дрвећем попут храстова или букви.

## Плодоношење
Плодоноси током лета и јесени.

## Станиште и распрострањеност
Настањује листопадне шуме, најчешће храстове. Распрострањен је у топлијим регионима Европе, као и Северне Америке. Такође се може наћи и у западним Деловима Азије.